# Sơn
Sơn là bất kỳ chất lỏng, có thể hóa lỏng, hoặc chất liệu rắn mastic nào, mà sau khi phủ một lớp mỏng lên một bề mặt, chuyển thành một màng cứng. Nó được sử dụng phổ biến nhất để bảo vệ, tạo màu hoặc tạo kết cấu cho các đối tượng. Sơn có thể được làm hoặc mua với nhiều màu — và nhiều loại khác nhau, chẳng hạn như màu nước hoặc màu tổng hợp. Sơn thường được lưu trữ, bán và sơn dưới dạng chất lỏng, nhưng hầu hết các loại sơn đều khô thành rắn. Hầu hết các loại sơn đều có gốc dầu hoặc gốc nước và mỗi loại có những đặc điểm riêng biệt. Đầu tiên, ở hầu hết các thành phố, việc đổ sơn gốc dầu xuống cống rãnh hoặc cống rãnh trong gia đình là bất hợp pháp. Dung môi để tẩy rửa cũng khác đối với sơn gốc nước so với sơn gốc dầu. Sơn gốc nước và sơn dầu sẽ xử lý khác nhau dựa trên nhiệt độ môi trường bên ngoài của vật thể được sơn (chẳng hạn như một ngôi nhà.) Thông thường đối tượng được sơn phải trên 10 °C (50 °F), mặc dù một số nhà sản xuất sơn / sơn lót bên ngoài tuyên bố rằng chúng có thể được thi công khi nhiệt độ thấp đến 35 °F (2 °C).

## Lịch sử

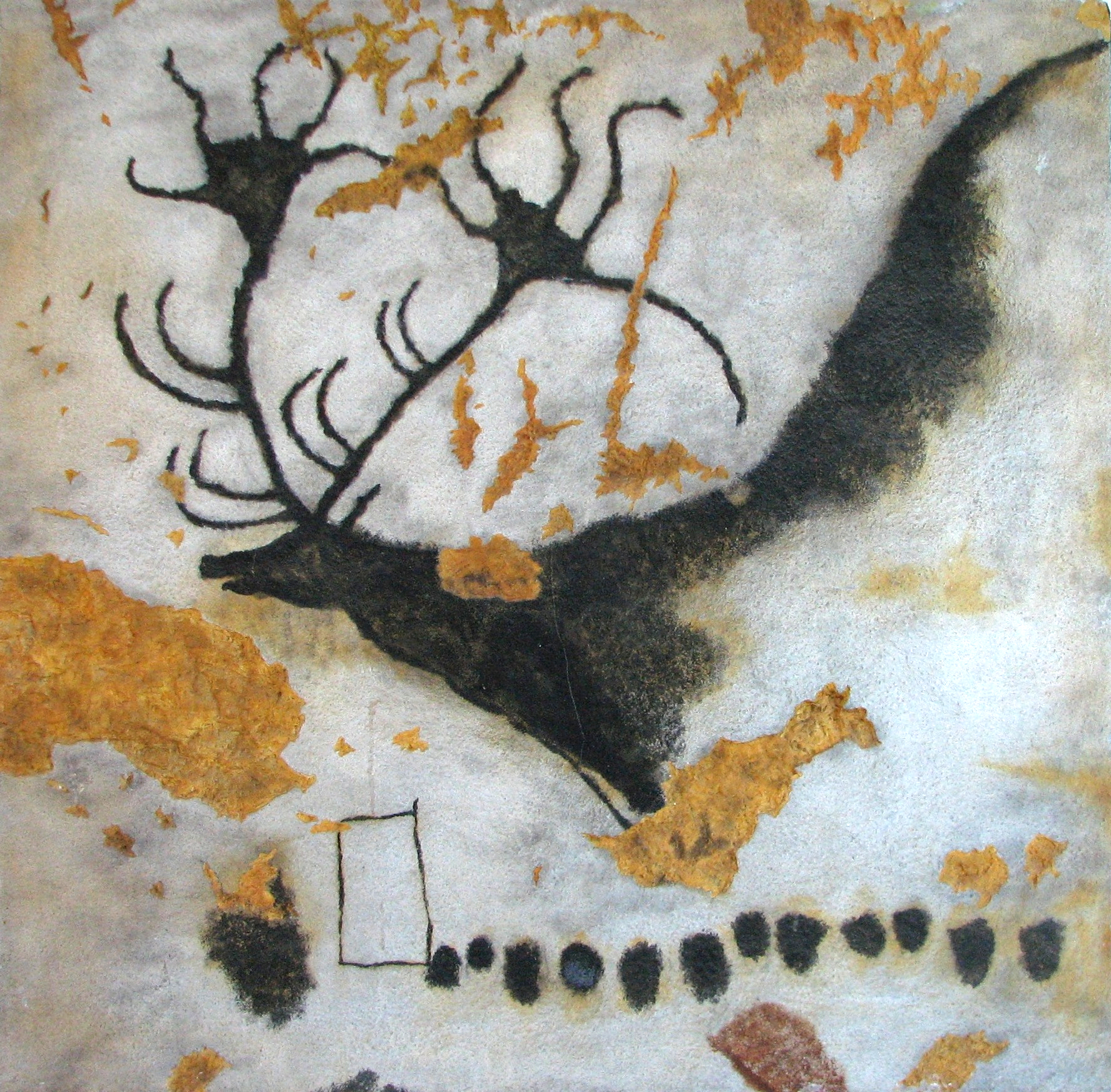
Một bức tranh sơn dầu than Megaloceros từ Lascaux, Pháp

Sơn là một trong những phát minh sớm nhất của loài người. Một số bức tranh hang động được vẽ bằng đất đỏ hoặc vàng, hematit, oxit mangan và than củi có thể đã được tạo ra bởi những người Homo sapiens đầu cách đây 40.000 năm. Sơn có thể cũ hơn. Vào năm 2003 và 2004, các nhà khảo cổ học Nam Phi đã báo cáo rằng đã tìm thấy trong hang Blombos một hỗn hợp có nguồn gốc từ đất son 100.000 năm tuổi do con người tạo ra có thể được sử dụng như sơn. Việc khai quật thêm trong cùng một hang động đã dẫn đến báo cáo năm 2011 về một bộ công cụ hoàn chỉnh để mài bột màu và tạo ra một chất giống sơn nguyên thủy.
Những bức tường màu cổ đại ở Dendera, Ai Cập, trải qua bao năm bị bào mòn, vẫn còn duy trì màu sắc rực rỡ của chúng, sống động như khi chúng được sơn vào khoảng 2.000 năm trước. Người Ai Cập trộn lẫn màu sắc của họ với chất như kẹo cao su, và sử dụng chúng riêng biệt với nhau mà không có bất kỳ pha trộn hoặc hỗn hợp nào. Có vẻ như họ đã sử dụng sáu màu: trắng, đen, xanh, đỏ, vàng và xanh lá cây. Họ lần đầu tiên bao phủ toàn bộ khu vực với màu trắng, sau đó vẽ khung thiết kế bằng màu đen, để lại những màu sáng cho màu nền. Họ dùng minium (chì oxit Pb3O4) làm màu đỏ, và màu đỏ này thường sẫm màu hơn.
Pliny đã đề cập đến một số trần nhà được sơn vào thời của ông ở thị trấn Ardea, nơi đã được làm trước khi thành lập Rome. Ông bày tỏ sự ngạc nhiên và ngưỡng mộ trước sự tươi mới của chúng sau nhiều thế kỷ trôi qua.
Sơn được tạo ra từ lòng đỏ của trứng và do đó, chất này sẽ cứng lại và bám vào bề mặt mà nó được áp dụng. Bột màu được làm từ thực vật, cát và các loại đất khác nhau. Hầu hết các loại sơn đều sử dụng dầu hoặc nước làm cơ sở (chất pha loãng, dung môi hoặc phương tiện cho bột màu).
Một ví dụ vẫn còn tồn tại của sơn dầu ngôi nhà thế kỷ 17 là Ham House ở Surrey, Anh, nơi một lớp sơn lót được sử dụng cùng với một số lớp phủ bên dưới và một lớp phủ trang trí phức tạp; hỗn hợp bột màu và dầu sẽ được nghiền thành bột nhão bằng cối và chày. Quá trình này được các họa sĩ thực hiện bằng tay khiến họ bị nhiễm độc chì do bột chì dùng để vẽ màu trắng.
Năm 1718, Marshall Smith đã phát minh ra "Máy hoặc động cơ để mài màu" ở Anh. Người ta không biết chính xác cách thức hoạt động của nó, nhưng nó là một thiết bị giúp tăng hiệu quả nghiền bột màu một cách đáng kể. Chẳng bao lâu sau, một công ty có tên Emerton và Manby đã quảng cáo những loại sơn đặc biệt giá rẻ được sản xuất bằng công nghệ tiết kiệm lao động:

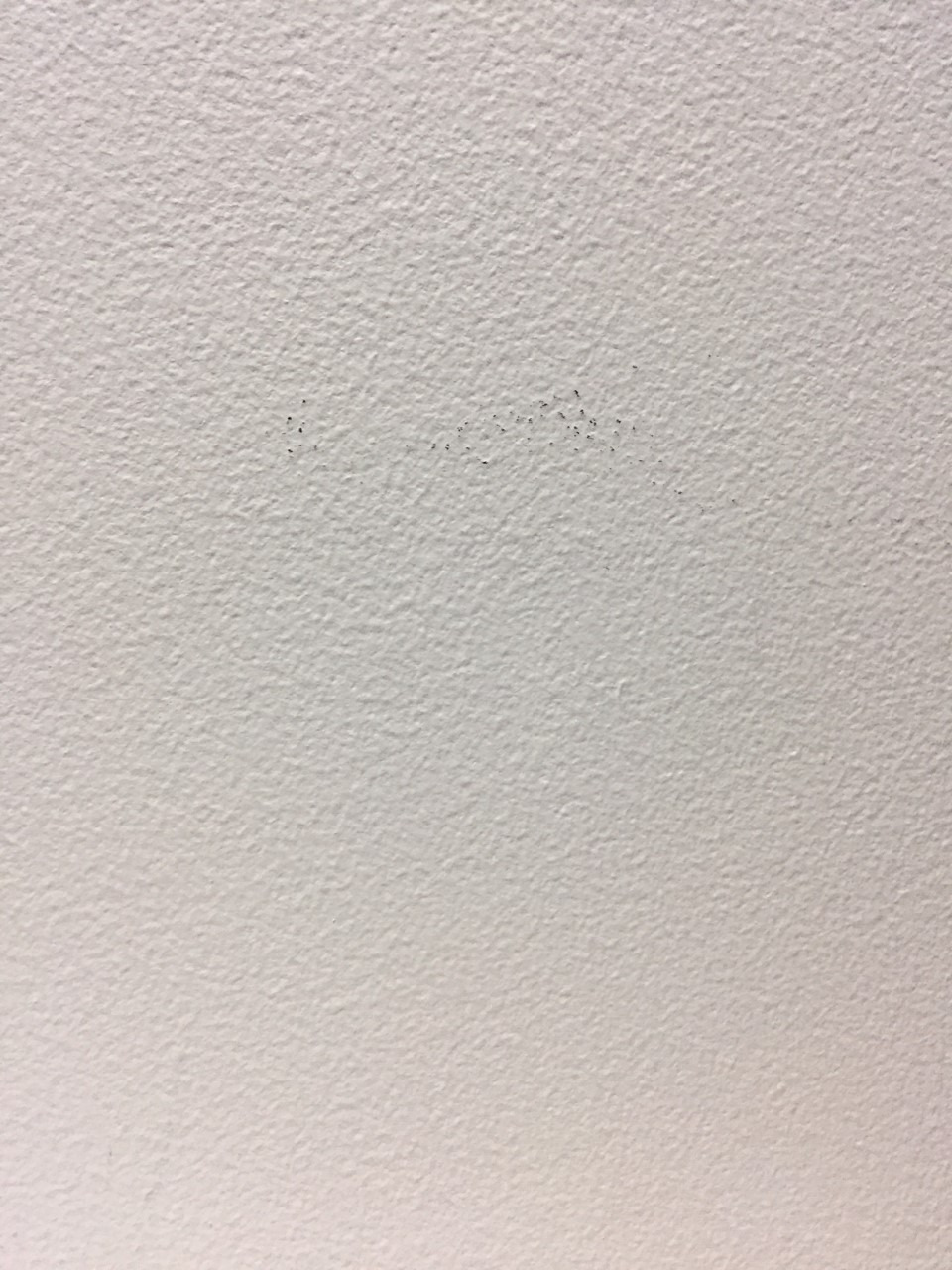
Sơn sử dụng hàng ngày - sơn trắng trên tường

- Một pound màu nền trong Horse-Mill sẽ vẽ được mười hai yard, trong khi màu nền theo bất kỳ cách nào khác, sẽ không làm được một nửa số lượng công việc đó.

Vào thời điểm bắt đầu chính thứ của Cách mạng Công nghiệp, vào giữa thế kỷ 18, sơn đã được nghiền trong các nhà máy chạy bằng hơi nước, và một chất thay thế cho bột màu gốc chì đã được tìm thấy trong một dẫn xuất màu trắng của oxit kẽm. Sơn nội thất trong nhà ngày càng trở thành tiêu chuẩn khi thế kỷ 19 tiến triển, cả vì lý do trang trí và vì sơn có hiệu quả trong việc ngăn các bức tường mục nát khỏi ẩm ướt. Dầu hạt lanh cũng ngày càng được sử dụng như một chất kết dính rẻ tiền.
Năm 1866, Sherwin-Williams ở Hoa Kỳ đã được thành lập như một nhà sản xuất sơn lớn và phát minh ra một loại sơn có thể sử dụng trực tiếp từ khi mở hộp mà không cần pha chế.
Mãi cho đến khi sự kích thích của Thế chiến thứ hai tạo ra sự thiếu hụt dầu lanh trên thị trường cung cấp, thì nhựa nhân tạo, hay còn gọi là alkyd, mới được phát minh ra. Chúng vừa rẻ, vừa dễ làm và còn giữ màu tốt và lâu trôi.

## Thành phần

### Vận chuyển
Thành phần vận chuyển được cấu tạo bởi chất kết dính; hoặc, nếu cần làm loãng chất kết dính bằng chất pha loãng như dung môi hoặc nước, thì đó là sự kết hợp của chất kết dính và chất pha loãng. Trong trường hợp này, khi sơn đã khô hoặc đóng rắn thì gần như toàn bộ dung dịch pha loãng đã bay hơi hết và chỉ còn lại chất kết dính trên bề mặt sơn. Do đó, một lượng quan trọng trong công thức chất phủ là "chất rắn vận chuyển", đôi khi được gọi là "chất rắn nhựa" trong công thức. Đây là tỷ lệ của trọng lượng lớp phủ ướt được kết dính, tức là phần xương sống polyme của màng sẽ còn lại sau khi khô hoặc đóng rắn hoàn tất.

#### Chất kết dính hoặc định hình
Chất kết dính là thành phần tạo màng của sơn. Nó là thành phần duy nhất luôn có trong tất cả các loại công thức khác nhau. Nhiều chất kết dính quá dày nên không thể thi công và phải làm mỏng. Loại chất mỏng hơn, nếu có, thay đổi theo chất kết dính.
Chất kết dính truyền đạt các đặc tính như độ bóng, độ bền, tính linh hoạt và độ dẻo dai.
Chất kết dính bao gồm các loại nhựa tổng hợp hoặc tự nhiên như alkyd, acrylic, vinyl-acrylics, vinyl acetate / ethylene (VAE), polyurethan, polyeste, nhựa melamine, epoxy, Silanes hoặc siloxan hoặc dầu.
Chất kết dính có thể được phân loại theo cơ chế hình thành màng. Cơ chế nhiệt dẻo bao gồm làm khô và kết tụ. Làm khô đề cập đến sự bay hơi đơn giản của dung môi hoặc chất pha loãng để để lại một lớp màng kết dính. Coalescence đề cập đến một cơ chế liên quan đến việc làm khô sau đó là sự kết hợp thực tế giữa các hạt rời rạc. Cơ chế tạo màng nhựa nhiệt dẻo đôi khi được mô tả là "xử lý nhựa nhiệt dẻo" nhưng đó là một cách gọi sai vì không cần phản ứng đóng rắn hóa học nào để đan màng. Mặt khác, cơ chế nhiệt rắn là cơ chế đóng rắn thực sự liên quan đến (các) phản ứng hóa học giữa các polyme tạo nên chất kết dính.
Cơ chế nhựa nhiệt dẻo: Một số màng được hình thành bằng cách làm nguội chất kết dính đơn giản. Ví dụ, sơn encaustic hoặc sáp là chất lỏng khi còn ấm và cứng lại khi nguội. Trong nhiều trường hợp, chúng mềm lại hoặc hóa lỏng nếu được hâm nóng.
Sơn mà khô bằng cách bay hơi dung môi và chứa chất kết dính rắn hòa tan trong dung môi được gọi là sơn mài. Một màng rắn hình thành khi dung môi bay hơi. Bởi vì không có liên kết chéo hóa học tham gia, màng có thể hòa tan lại trong dung môi; do đó, sơn mài không thích hợp cho các ứng dụng mà khả năng kháng hóa chất là quan trọng. Các loại sơn mài nitrocellulose cổ điển thuộc loại này, cũng như các vết bẩn không có hạt bao gồm thuốc nhuộm hòa tan trong dung môi. Hiệu suất thay đổi theo công thức, nhưng sơn mài nói chung có xu hướng có khả năng chống tia cực tím tốt hơn và khả năng chống ăn mòn thấp hơn so với các hệ thống tương đương được xử lý bằng cách trùng hợp hoặc liên kết.
Loại sơn được gọi là Emulsion ở Anh và Latex ở Hoa Kỳ là sự phân tán trong nước của các hạt polymer có kích thước nhỏ hơn micromet. Các điều khoản này ở các quốc gia tương ứng bao gồm tất cả các loại sơn sử dụng polyme tổng hợp như acrylic, vinyl acrylic (PVA), styrene acrylic, v.v. làm chất kết dính. Thuật ngữ "cao su" trong ngữ cảnh sơn ở Hoa Kỳ chỉ đơn giản có nghĩa là chất phân tán trong nước; mủ cao su từ cây cao su không phải là một thành phần. Các chất phân tán này được điều chế bằng phản ứng trùng hợp nhũ tương. Những loại sơn như vậy được xử lý bằng một quá trình gọi là kết dính, trong đó trước tiên là nước, sau đó là vết, hoặc dung môi kết dính, bay hơi và hút lại với nhau và làm mềm các hạt chất kết dính và hợp nhất chúng với nhau thành các cấu trúc mạng liên kết không thể đảo ngược, do đó sơn không thể phân hủy lại trong dung môi / nước ban đầu mang nó. Các chất hoạt động bề mặt còn sót lại trong sơn, cũng như tác dụng thủy phân với một số polyme làm cho sơn vẫn dễ bị mềm và theo thời gian sẽ bị phân hủy bởi nước. Thuật ngữ chung của sơn latex thường được sử dụng ở Hoa Kỳ, trong khi thuật ngữ sơn nhũ tương được sử dụng cho các sản phẩm tương tự ở Anh và thuật ngữ sơn latex hoàn toàn không được sử dụng.
Cơ chế nhiệt rắn: Sơn đóng rắn bằng phản ứng trùng hợp nói chung là sơn một hoặc hai gói trùng hợp bằng phản ứng hóa học và đóng rắn thành màng liên kết chéo. Tùy thuộc vào thành phần, chúng có thể cần phải làm khô trước, bằng cách làm bay hơi dung môi. Epoxit hai gói cổ điển hoặc polyuretan  thuộc loại này.
"Dầu làm khô", với ngôn ngữ không theo trực giác, thực sự được làm khô bằng phản ứng liên kết chéo ngay cả khi chúng không được đưa vào lò nướng và dường như chỉ đơn giản là khô trong không khí. Cơ chế hình thành màng của các ví dụ đơn giản nhất liên quan đến sự bay hơi đầu tiên của dung môi sau đó là phản ứng với oxy từ môi trường trong khoảng thời gian vài ngày, vài tuần và thậm chí vài tháng để tạo ra một mạng lưới liên kết chéo. Men alkyd cổ điển sẽ thuộc loại này. Lớp phủ xử lý oxy hóa được xúc tác bởi chất làm khô phức kim loại như coban naphthenat.
Các yêu cầu môi trường gần đây hạn chế việc sử dụng các hợp chất hữu cơ dễ bay hơi (VOC), và các phương pháp xử lý thay thế đã được phát triển, thường cho các mục đích công nghiệp. Ví dụ, sơn đóng rắn UV cho phép pha chế với lượng dung môi rất thấp, hoặc thậm chí không có. Điều này có thể đạt được do các monome và oligome được sử dụng trong lớp phủ có trọng lượng phân tử tương đối rất thấp, và do đó có độ nhớt đủ thấp để cho phép chất lỏng chảy tốt mà không cần thêm chất pha loãng. Nếu dung môi có mặt với một lượng đáng kể, nói chung trước hết nó được bay hơi trước và sau đó bắt đầu tạo liên kết chéo bằng tia cực tím. Tương tự, sơn tĩnh điện chứa ít hoặc không chứa dung môi. Sự chảy và đóng rắn được tạo ra bằng cách làm nóng chất nền sau khi áp dụng cơ chế tĩnh điện cho bột khô.
Cơ chế kết hợp: Cái gọi là lớp phủ "sơn mài có xúc tác" hoặc "cao su liên kết chéo" được thiết kế để tạo màng bằng sự kết hợp của các phương pháp: làm khô cổ điển cộng với phản ứng đóng rắn có lợi từ chất xúc tác. Có những loại sơn được gọi là plastisols / organosols, được tạo ra bằng cách trộn các hạt PVC với chất làm dẻo. Chúng được loại bỏ và hỗn hợp kết hợp với nhau.

## Nghệ thuật

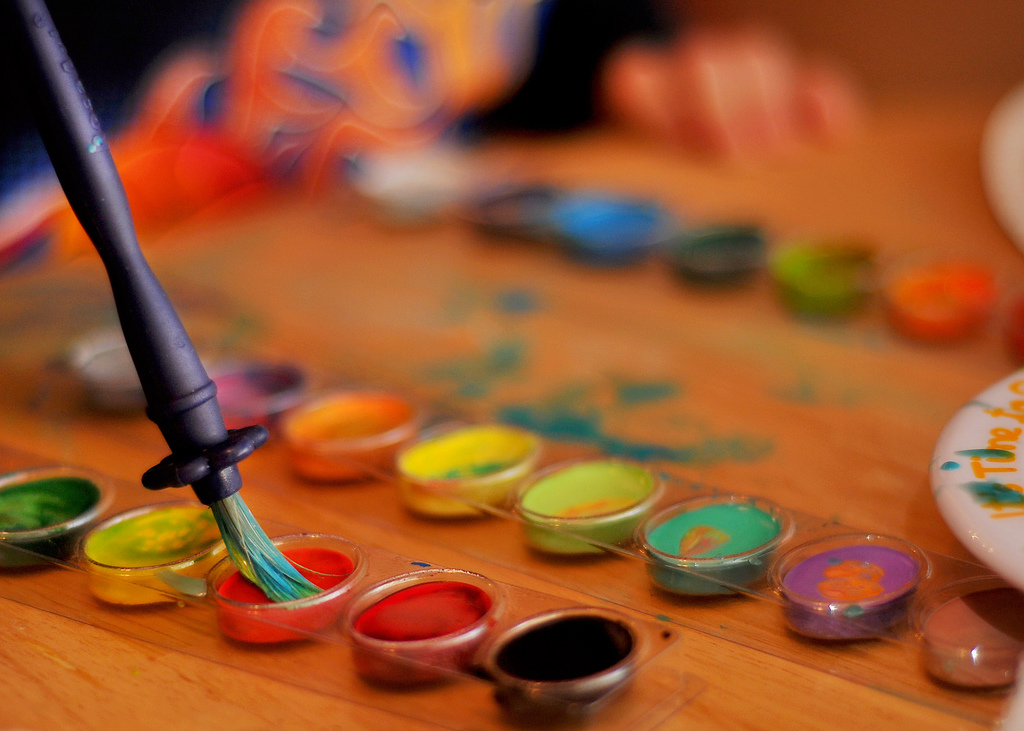
Vẽ màu nước với cọ

Kể từ thời Phục Hưng, sơn dầu (chủ yếu là dầu hạt lanh) là loại sơn thông dụng nhất trong các ứng dụng mỹ thuật và vẫn còn phổ biến cho đến ngày nay. Tuy nhiên, trong thế kỷ 20, sơn nước, kể cả sơn màu nước và sơn acrylic, trở nên rất phổ biến với sự phát triển của sơn acrylic và các loại sơn latex khác. Các loại sơn sữa (còn gọi là casein), với tên có nguồn gốc từ nhũ tương tự nhiên là sữa, phổ biến trong thế kỷ 19 và vẫn còn hiện nay. Egg tempera (tên bắt nguồn từ một hỗn hợp lòng đỏ trứng gà trộn với dầu) vẫn còn được sử dụng, như sơn sáp encaustic. Gouache là một loại màu nước được sử dụng trong thời Trung Cổ và Phục hưng cho những tranh minh họa. Chất nhuộm màu thường được làm từ đá trên mặt đất như lapis lazuli và chất kết dính được làm từ gôm kẹo cao su hoặc trứng trắng. Gouache, còn được gọi là 'màu thiết kế' hoặc 'màu chính', đã được thương mại hóa ngày nay.